# Максимова, Агата
Агата Максимова (род. 23 июня 1993, Москва) — русско-французская актриса и модель.

## Биография
Агата родилась 23 июня 1993 года в Москве. В детстве занималась фигурным катанием на базе СДЮСШОР «Москвич». С 2009 года входила в основной состав команды по спортивному балету на льду и состояла в сборной России по синхронному фигурному катанию. После окончания школы поступила в РГУФКСМиТ на кафедру режиссуры массовых спортивно-художественных представлений, но позже отчислилась и поступила в МГАВМиБ. Свободно говорит на трёх языках (русский, английский и французский). В 15 лет начала работать моделью и в возрасте 18 лет переехала жить во Францию. В 2019 году вышла за замуж за Тибо Маттея — бизнесмена из Франции, у них есть совместная дочь. С октября 2020 года борется с раком.

## Карьера
Карьеру модели начала в 15 лет с Нью-йоркским модельным агентством AL Models. Первый модельный контракт в Китай оказался для Максимовой неудачным и она приостановила работу моделью. Позже она подписала контракт с модельным агентством «Avant Models» и уехала работать в Пекин. Затем она уехала в Гонконг, позже она работала в Италии, Франции, Германии и других странах.
Является лицом таких брендов, как Christian Louboutin, Garnier, L’Oréal, Polo Ralph Lauren, Kérastase, Christophe Guillarmé, Lanvin Paris и многих других, неоднократно появлялась на страницах и обложках таких журналов, как Elle, Harper’s Bazaar, L’Officiel, Marie Claire, Vogue и др.
В 2018 году завоевала титул «Мисс Европа Франция» и представляла Францию на конкурсе «Мисс Европа», который состоялся в ноябре 2018 года на Эйфелевой башне в Париже, где она была удостоена титула второй Вице-мисс Европы. Позже она была избрана Мисс Интерконтиненталь Франция и представляла Францию на «Мисс Интерконтиненталь» на Филиппинах, где прошла в финал.
Училась актерскому мастерству у Джека Уолтцера, а так же в студии Иваны Чаббак. Сыграла ряд ролей в короткометражных и полнометражных фильмах и сериалах. В 2019 году сыграла главную роль в фильме «Je ne reviendrai pas» о домашнем насилии, а в 2020 году она сыграла одну из ролей в фильме «The House of Gaunt», приквеле серии фильмов о Гарри Поттере. С 2019 года является гостем международных кинофестивалей (Каннский кинофестиваль, Венецианский кинофестиваль, Кинопремия Сезар и многие другие).

## Фильмография

### Кино и телевидение
| Год  | Русское название                   | Оригинальное название                       | Роль        | Примечание                                                                       |  |
| ---- | ---------------------------------- | ------------------------------------------- | ----------- | -------------------------------------------------------------------------------- |  |
| 2020 | Я не вернусь                       | Je ne reviendrai pas                        | Lucy        |                                                                                  |  |
| 2021 | На конце провода                   | Au bout du fil                              | Pauline     | К/м фильм                                                                        |  |
| 2021 | Другой мир                         | L'autre monde                               | Juliette    | К/м фильм                                                                        |  |
| 2021 | Атараксия                          | Ataraxia                                    | Hanna       |                                                                                  |  |
| 2021 | Семейство Мраксов                  | The House of Gaunt                          | Лили Поттер |                                                                                  |  |
| 2021 | Азбука страдания                   | Les Lettres De L'Angoisse                   | Jana        |                                                                                  |  |
| 2021 | Крах                               | Effondrement                                | Танцовщица  |                                                                                  |  |
| 2022 | Последний выстрел                  | Le dernier coup                             | Ассистентка |                                                                                  |  |
| 2022 | HP                                 | HP                                          | Врач        | Сериал OCS                                                                       |  |
| 2023 | Обратный отсчет                    | Countdown                                   | Ella        | Основная конкурсная программа Nikon Film Festival                                |  |
| 2023 | Iboga Green                        | Iboga Green                                 | Annie       | Сериал Télésud                                                                   |  |
| 2023 | ПСНРН: Пока смерть не разлучит нас | JCQLMVS: Jusqu’à Ce Que La Mort Vous Sépare | Cynthia     |                                                                                  |  |
| 2024 | Восхитительный и трагичный         | Délicieuse et Tragique                      | Catherine   | Сценарий, выбранный Домом сценаристов во время Каннского кинофестиваля 2019 года |  |